# Itolia pilosa
Itolia pilosa är en tvåvingeart som beskrevs av Martin 1966. Itolia pilosa ingår i släktet Itolia och familjen rovflugor. Inga underarter finns listade i Catalogue of Life.